# Saigo Takamori
Saigō Takamori (西郷 隆盛, 23 de janeiro de 1828 – 24 de setembro de 1877) foi um samurai e político japonês, que viveu durante os últimos anos do período Edo e começo da Era Meiji. Inicialmente foi uma das personagens políticas que apoiou a eliminação do xogunato Tokugawa e apoiou a Restauração Meiji, posteriormente envolveu-se dentro do governo Meiji. No entanto, em 1877, após a perseguição sistemática dos samurais no novo governo, liderou a Rebelião Satsuma, que seria o último conflito encabeçado pelos samurai na história japonesa. Takamori é considerado como o último samurai verdadeiro.

## Primeiros anos

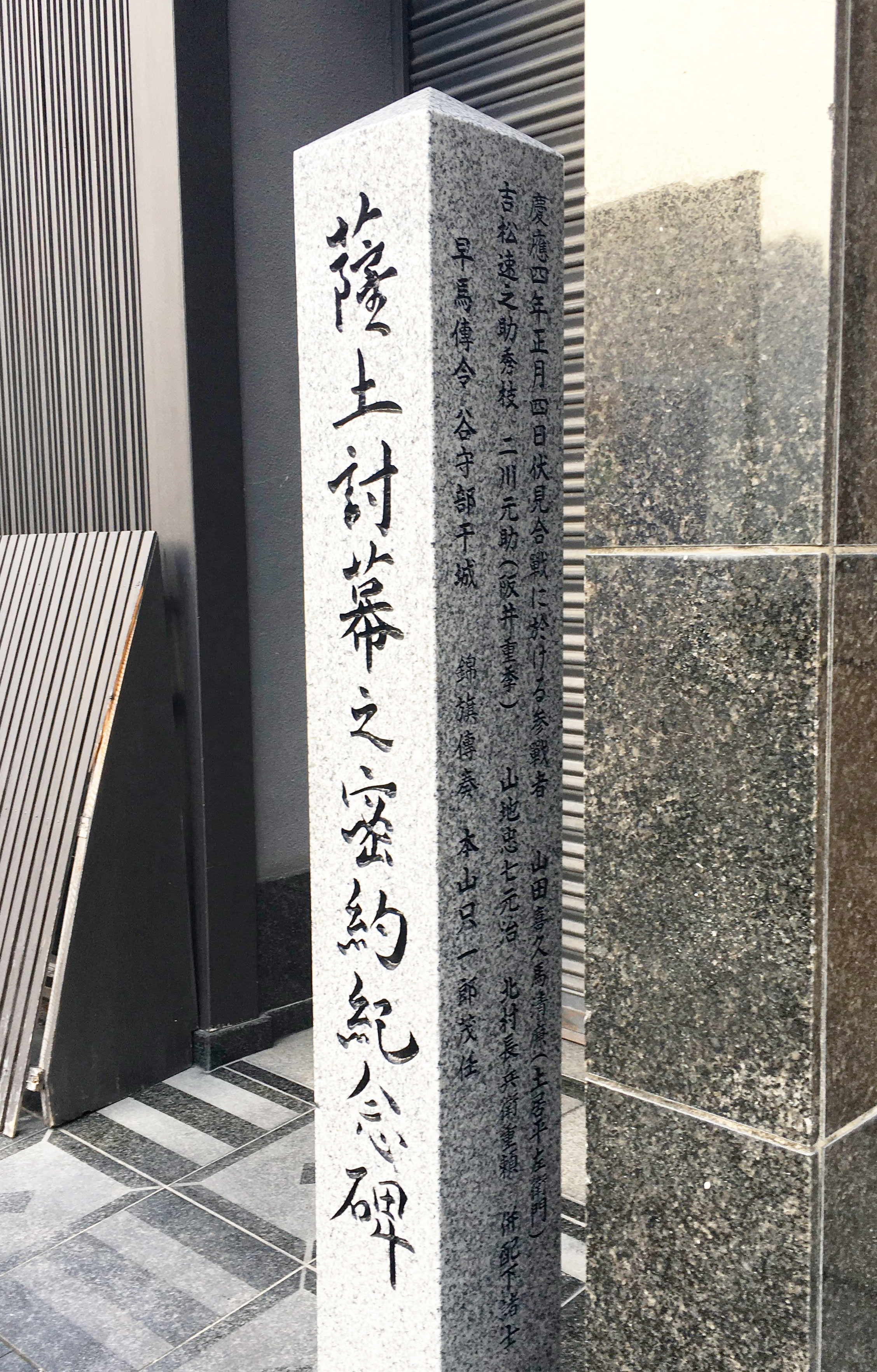
Monument of Satsu Do Toubaku no Mitsuyaku
(Gion, Kyoto, Japan)

Nasceu na localidade de Kagoshima, no feudo de Satsuma (atual província de Kagoshima) e foi um samurai de classe baixa nos primeiros anos da sua vida. Nesse momento da sua vida, o país estava tendo uma crise política dentro do xogunato Tokugawa, com a chegada do norte-americano Matthew Calbraith Perry ao Japão em 1853. Com este acontecimento, polarizaram-se duas frentes: uma que apoiava o xogunato e outra que reclamava a dissolução do xogunato e a expulsão das potências estrangeiras. Takamori foi contrário ao regime Tokugawa nesse então.
Foi recrutado em uma viagem a Edo em 1854 para assistir ao daimyō de Satsuma Shimazu Nariakira, quem apoiava o movimento kōbu gattai (公武合体), que consistia a reconciliação e a união marital entre o xogunato Tokugawa e a Corte Imperial de Kioto.
Porém, a atividade de Takamori em Edo teve um final abrupto com a Purga Ansei, realizada pelo tairō Ii Naosuke, quem perseguiu a quem tinha ideias contrárias ao xogunato; e somado a isso com a morte repentina de Shimazu Nariakira; com este acontecimento, Saigō tentou executar o suicídio por afogamento.
Takamori regressou para Kagoshima em 1859, sendo arrestado e exilado nas ilhas Amami, devido a diferenças de ideias com o novo daimyō Shimazu Hisamitsu, quem persistia com o movimento kōbu gattai. Novamente regressou para Kagoshima em 1861, sendo-lhe comunicado que seria exilado novamente. Finalmente em 1864, Hisamitsu perdoou-o, enviando-o para Kioto como assistente do feudo frente da Corte Imperial.

## Restauração Meiji

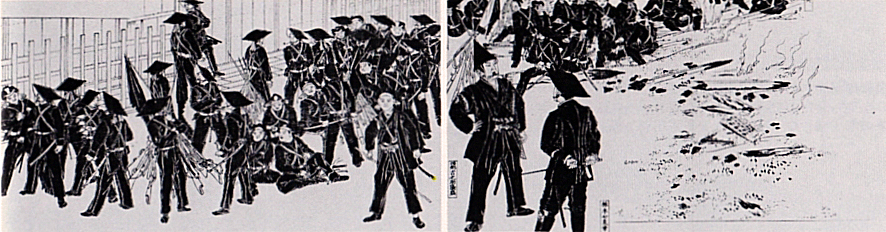
Saigō Takamori (com o capacete alto) inspeciona as tropas do feudo de Chōshū na Batalha de Toba-Fushimi.

Ao chegar a Kyoto, assumiu o comando das tropas de Satsuma e faz uma aliança com o samurai do feudo de Aízu, numa tentativa de impedir às forças do feudo rival de Chōshū que tomassem o Palácio Imperial em Kioto, na Rebelião Hamaguri. Em agosto de 1864, foi um dos comandantes militares que liderou uma expedição patrocinada pelo xogunato Tokugawa contra o feudo de Chōshū, como retaliação do incidente, mas secretamente Takamori estava negociando com os líderes de Chōshū e estabeleceu a Aliança Satchō (Satsuma-Chōshū). Quando o xogunato enviou uma segunda expedição militar contra Chōshū, o feudo de Satsuma permaneceu neutral.
Em novembro de 1867, o xogum Tokugawa Yoshinobu renunciou, e começou o processo de restauração do poder político ao Imperador do Japão, conhecido como a Restauração Meiji. Contudo, Takamori foi um dos mais críticos opositores à revolução pacífica, e demandava que os Tokugawa deviam ser desapropriados das suas terras e do seu status especial. Sua posição inamovível foi uma das principais causas do começo da Guerra Boshin.
Durante a Guerra Boshin, liderou as forças imperiais na Batalha de Toba Fushimi, e posteriormente avançou as forças imperiais sobre Edo, onde aceitou a rendição pacífica do Castelo Edo por Katsu Kaishu.

## Burocrata Meiji

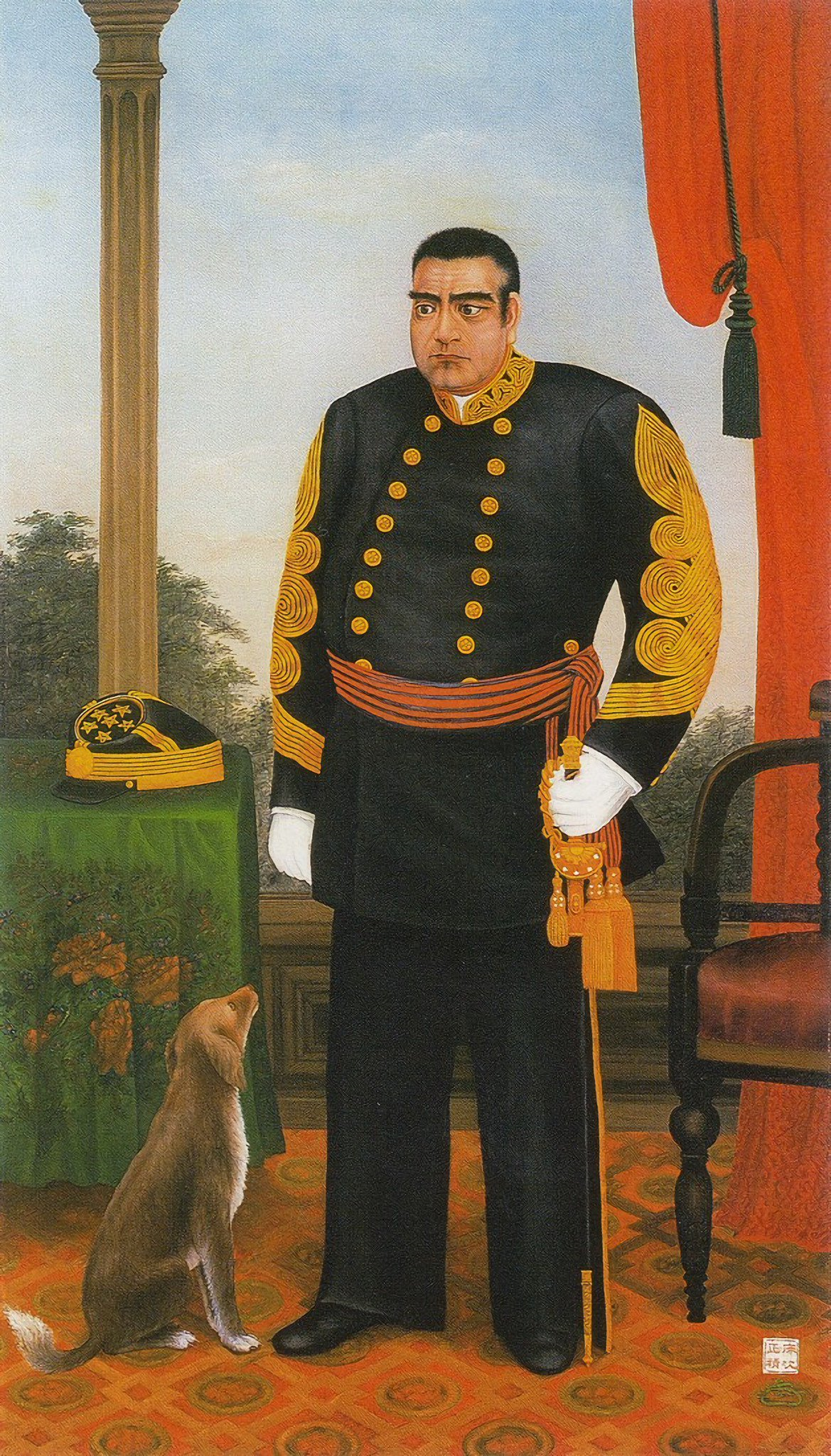
Saigō Takamori em uniforme militar.

Takamori teve um papel de destaque no novo governo Meiji, apesar que outros políticos como Ōkubo Toshimichi foram mais ativos e influentes nesse período. Assumiu o cargo de sangi (conselheiro); cooperou com a abolição do sistema han, que eliminava os feudos e estabelecia as prefeituras como base administrativa do país; também foi responsável pelo estabelecimento de um exército recrutado.
Em 1871 teve de assumir o governo provisório do país enquanto os políticos mais influentes do governo, estavam percorrendo a Europa e os Estados Unidos, durante a Missão Iwakura (1871 – 1873).
Durante este período, esteve em desacordo com a modernização do Japão, imitando o estilo de governo dos países ocidentais e esteve em desacordo com a abertura comercial ao Ocidente. Opôs-se à construção de uma rede de ferrovias, argumentando que o dinheiro podia ser usado no fortalecimento das forças militares.

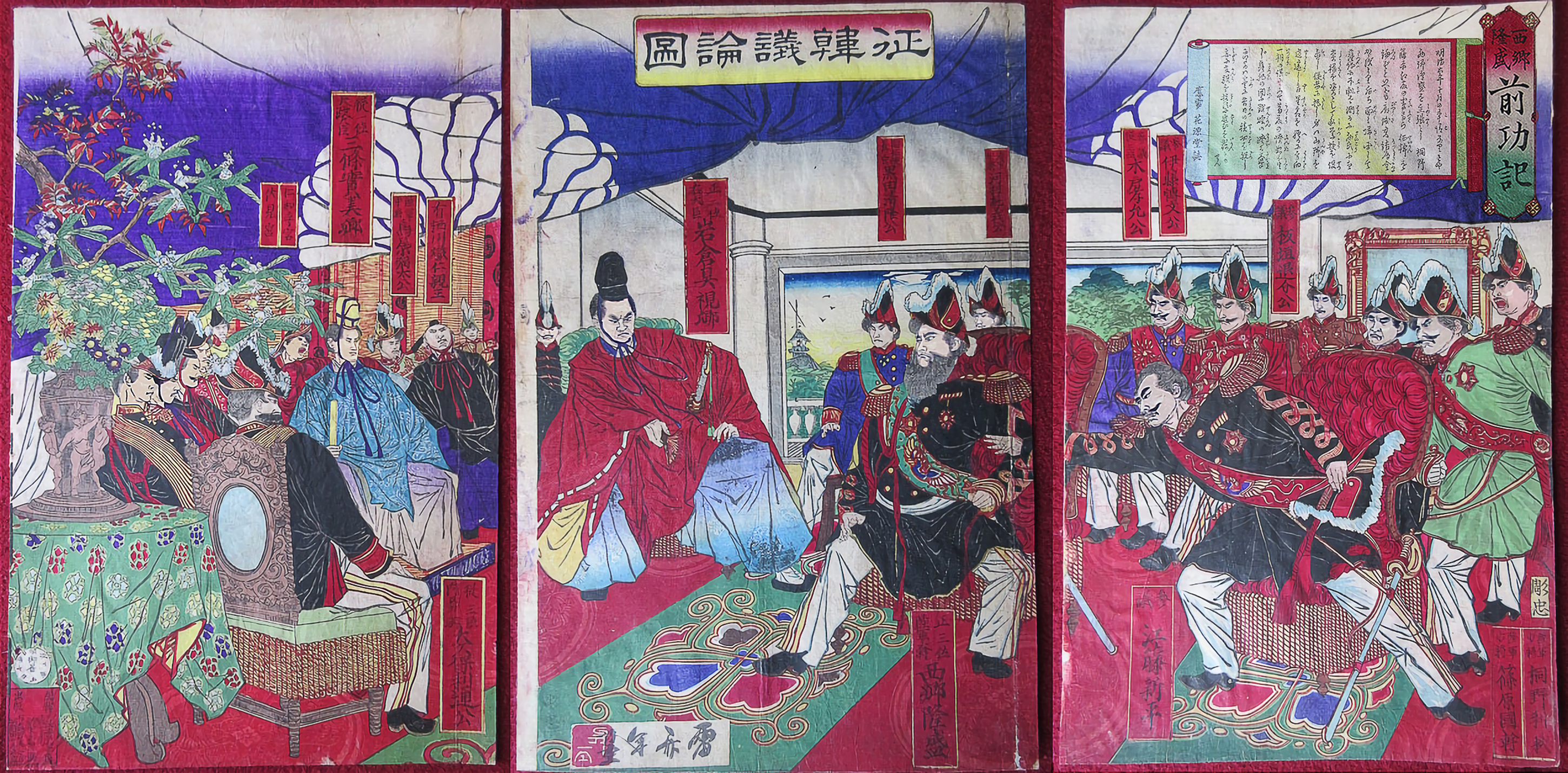
O debate Seikanron. Saigō Takamori está sentado no centro. Pintura de 1877.

Também foi partidário de declarar a guerra à Coreia com o fim de anexar esse país antes que os países ocidentais, no debate Seikanron de 1873; dando como razão que a Coreia recusava reconhecer a legitimidade do Imperador Meiji como chefe de estado do Império do Japão e expulsaram de maneira grosseira uns enviados japoneses que tinham como objetivo estabelecer relações diplomáticas e comerciais entre Coreia e Japão.
Takamori esteve disposto a ir para a Coreia e provocar intencionalmente um casus belli, de maneira tal que os coreanos não tiveram mais opção que assassiná-lo. Porém, quando os membros do governo regressaram da Missão Iwakura em 1873, opuseram-se ferreamente à ideia, tanto por falta de orçamento quanto por se encontrarem numa posição muito desvantajosa com os países ocidentais, fato que foi corroborado na viagem. Dada a negativa, Takamori sentiu-se frustrado, renunciou ao governo em sinal de protesto e decidiu regressar para Kagoshima.

## Rebelião Satsuma

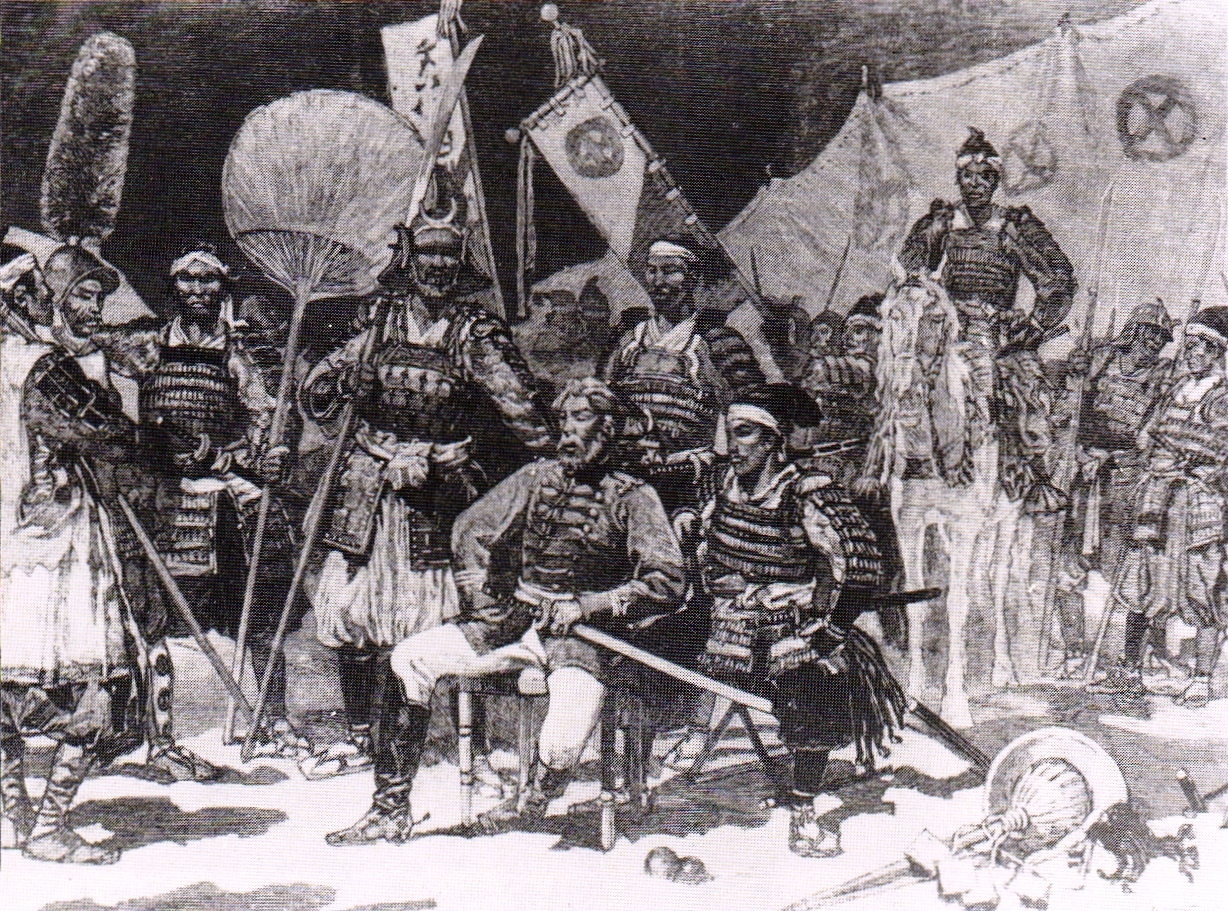
Saigō Takamori (sentado em uniforme ocidental), rodeado pelos seus oficiais, com vestimenta samurai. Artigo noticioso em Le Monde Illustré, 1877.

Após a sua renúncia ao governo decidiu levantar uma pequena academia militar privada em Kagoshima, que teria como alunos a vários samurai que abandonaram o governo após a renúncia de Takamori. Estes samurai começaram a dominar o governo de Kagoshima e, temendo uma rebelião, o governo Meiji decidiu enviar barcos de guerra para Kagoshima, com o fim de eliminar as armas na região. Adicionalmente em 1877, eliminaram-se as remunerações em arroz aos samurai e provocou um conflito aberto entre o governo e os samurai. Takamori, quem inicialmente não desejava que o conflito empiorasse, deveu finalmente aceitar o liderado dos rebeldes contra o governo central, conhecido como a Rebelião Satsuma.
A rebelião foi sufocada em poucos meses pelo Exército Imperial Japonês, que era uma força combinada de 300 000 samurai leais ao governo e soldados recrutados sob o comando de Kawamura Sumiyoshi. As tropas imperiais estavam modernizadas, usando morteiros e globos de observação. Por outro lado as forças de Satsuma eram inicialmente cerca de 20 000 a 40 000 homens, ficando reduzido somente a 400 no final da guerra na Batalha de Shiroyama. Apesar de as forças de Satsuma visar a preservar o papel dos samurai, usaram métodos militares ocidentais, armas de fogo e canhões; inclusive nas descrições de Saigō Takamori via-se vestido com uniforme militar ocidental. No final da rebelião, quando se esgotaram as munições e as armas modernas, deveram atacar com espadas, arcos e setas.

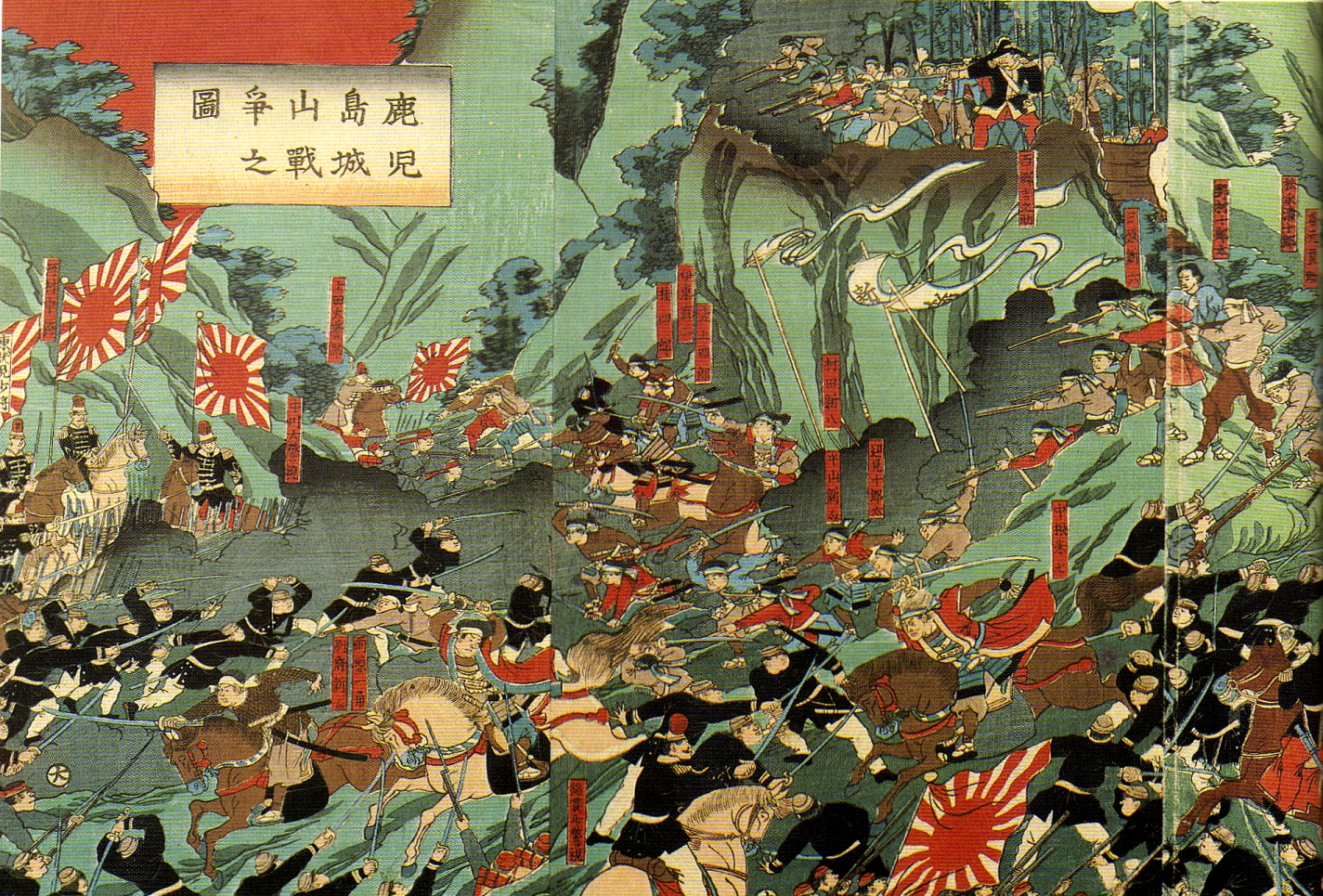
Saigō Takamori (em cima à direita) dirige as suas tropas na batalha de Shiroyama.

Na batalha de Shiroyama, Takamori ficou gravemente ferido, e ao não querer ser capturado ou assassinado pelo inimigo, pediu a um companheiro que o decapitasse, para preservar a sua honra como samurai. Outra lenda sugestiona que Saigō cometera o seppuku, uma forma tradicional de suicídio; mas a autópsia e os documentos históricos da época negam esse fato. A morte de Takamori derivou no fim da rebelião e a supressão definitiva da classe samurai no Japão, que dominara o país desde o século XII.
Também existiram lendas que negavam a morte de Saigō Takamori, os japoneses criam que escapara para a Índia, a China ou a Rússia e que voltaria para fazer vingança ao governo.

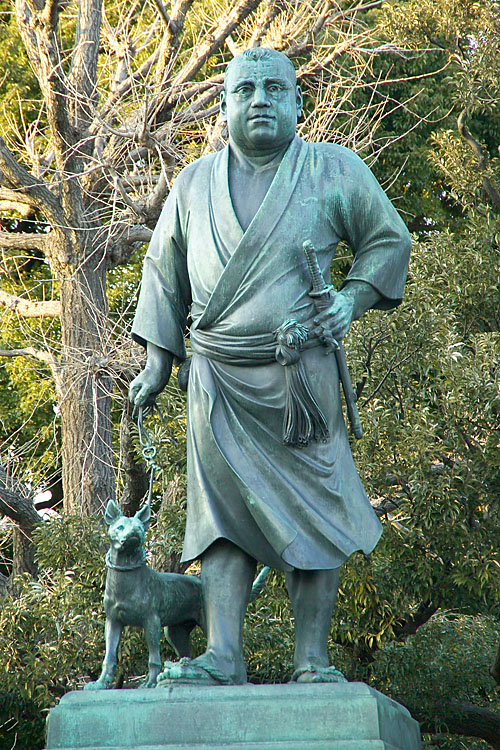
Estátua de Saigō Takamori no Parque de Ueno, Tokio.

Em reconhecimento pelo seu trabalho como samurai e a sua ajuda com o povo japonês, o governo Meiji perdoou-o de maneira póstuma a 22 de fevereiro de 1889. Em 1898, o governo erigiu uma estátua de bronze no parque Ueno, em Tokio; nesse monumento está vestido de jeito tradicional, passeando o seu cão. Também lhe foi erguida outra estátua, vestido com uniforme militar, no Parque Chūō de Kagoshima.

## Legado cultural
A história de Saigō Takamori foi relatada em diversas obras literárias contemporâneas japonesas. Internacionalmente, a sua ação final na Rebelião Satsuma foi usado no filme de 2003, O último samurai; Ken Watanabe agiu no rol de Takamori, embora em tal filme fosse designado como “Katsumoto”.